# Heptabrachia
Heptabrachia is een geslacht van borstelwormen uit de familie van de Siboglinidae.

## Soorten
- Heptabrachia abyssicola Ivanov, 1952
- Heptabrachia beringensis Ivanov, 1960
- Heptabrachia canadensis Ivanov, 1962
- Heptabrachia celebensis (Southward, 1961)
- Heptabrachia ctenophora Ivanov, 1962
- Heptabrachia gracilis Ivanov, 1957
- Heptabrachia subtilis Ivanov, 1957
- Heptabrachia talboti (Southward, 1961)